# 浪板海岸駅
浪板海岸駅（なみいたかいがんえき）は、岩手県上閉伊郡大槌町吉里吉里にある、三陸鉄道リアス線の駅である。
駅の愛称は「片寄波のサーフサイド」。

## 歴史
- 1961年（昭和36年）12月20日：日本国有鉄道山田線の浪板駅として開業[1][2]。気動車の旅客のみを取り扱う駅員無配置駅[3]。
- 1987年（昭和62年）4月1日：国鉄分割民営化により、東日本旅客鉄道（JR東日本）の駅となる[1]。
- 1994年（平成6年）12月3日：浪板海岸駅に改称[4]。
- 2011年（平成23年）3月11日：東日本大震災により営業休止。
- 2019年（平成31年）3月23日：当駅を含む宮古駅 - 釜石駅間復旧と同時に三陸鉄道に転換、リアス線の駅となる。

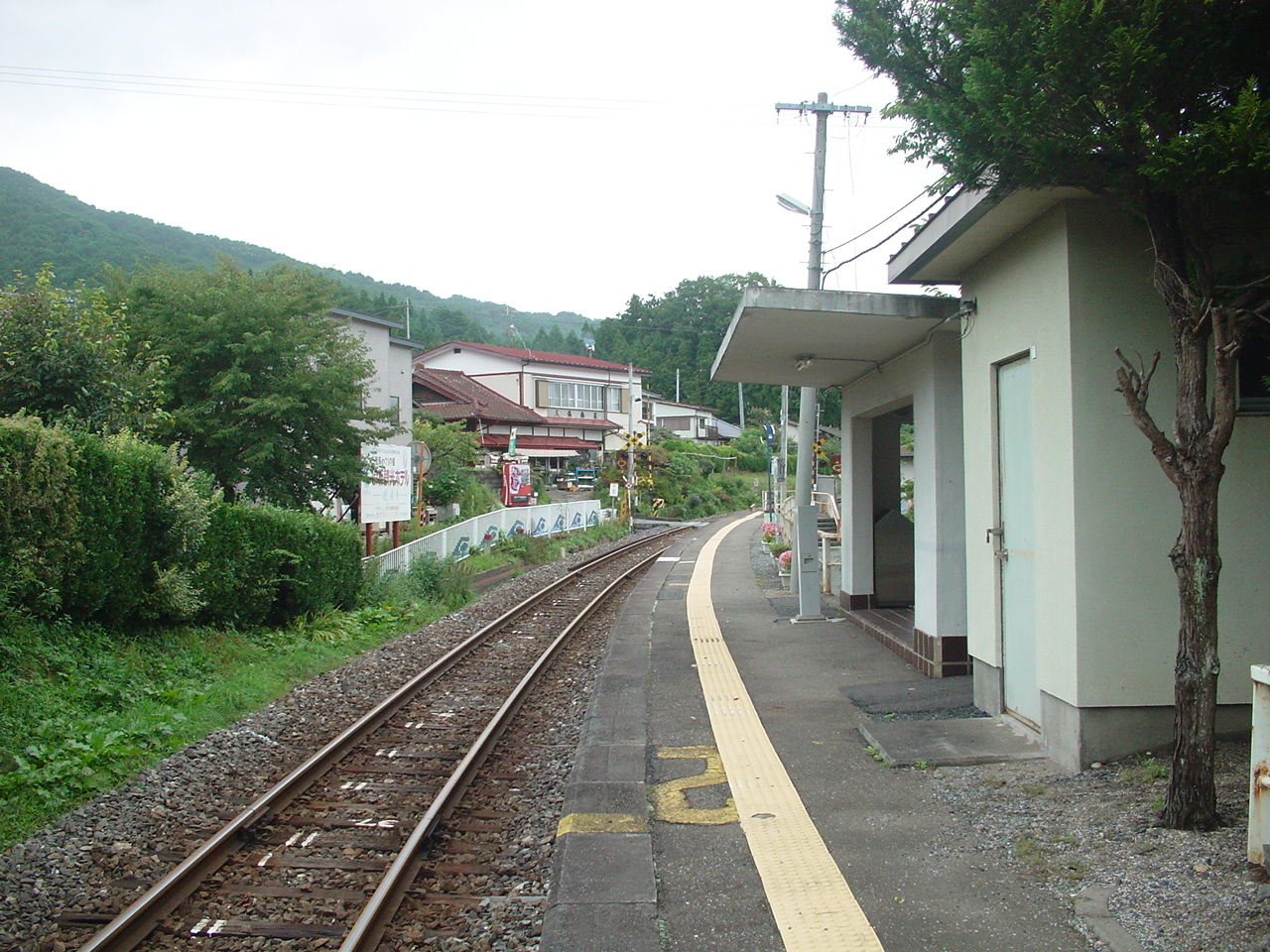
東日本大震災被災前のホーム（2007年9月）

## 駅構造
単式ホーム1面1線の地上駅であり、無人駅である。
駅舎はなくホーム上に待合所がある。

## 駅周辺
- 浪板海岸、浪板海岸ヴィレッジ
- 四十八坂海岸
- 浪板簡易郵便局
- 鯨山神社
- 国道45号
- 三陸花ホテルはまぎく（旧浪板観光ホテル健康亭）
- 風の電話

## その他
JR東日本が管理していた当時はエスペラントによる、「Ondokrestoj（オンドクレストイ：波頭）」という愛称がついていた。

## 隣の駅
三陸鉄道
■リアス線
吉里吉里駅 - 浪板海岸駅 - 岩手船越駅

#### 記事本文
1. 1 2 3  曽根悟（監修） 著、朝日新聞出版分冊百科編集部 編『週刊 歴史でめぐる鉄道全路線 国鉄・JR』 21号 釜石線・山田線・岩泉線・北上線・八戸線、朝日新聞出版〈週刊朝日百科〉、2009年12月6日、18頁。
2. ↑  「日本国有鉄道公示第577号」『官報』1961年12月18日。
3. ↑  「通報 ●山田線花原市外2駅の設置について（営業局）」『鉄道公報』日本国有鉄道総裁室文書課、1961年12月18日、7面。
4. ↑  「JR東日本山田線浪板駅を浪板海岸駅に改称」『鉄道ジャーナル』第339号、鉄道ジャーナル社、1995年1月、98頁。